# 寺田弥生子
寺田 弥生子（てらだ やえこ、1988年3月7日 - ）は、千葉県市川市出身の元バスケットボール選手である。ニックネームは「クゥ」。ポジションはフォワード。

## 来歴
市原市立菊間小学校でバスケを始め、昭和学院中・高校を経て、ジャパンエナジーに入社。
U-19世界選手権など世代別代表も経験している。
2015年引退。

## 人物
- 昭和学院の後輩にあたる小山真実が加入するまでの2013-14シーズンまでJX所属に唯一、チームの地元である千葉県出身選手であった。

## 経歴
- 昭和学院高 - JOMO（2006年〜2015年）

## 日本代表歴
- 2006アジアヤングウーメン選手権
- 2007アジアジュニア選手権
- 2007U-19世界選手権